# 戦う兄弟たち
『戦う兄弟たち』（The Fighting Brothers）は、1919年に公開された短編・西部劇映画である。監督はジョン・フォードである。この作品は現在では失われた映画であると考えられている。